# Era de ouro do romance policial
A Era de Ouro do Romance Policial foi uma era de publicação de romances clássicos de assassinatos, com padrões e estilos semelhantes, predominantemente nas décadas de 20 e 30. 

## A ficção nos anos 20 e 30
A Idade de Ouro propriamente dita é geralmente usada, na prática, em referência a um tipo de ficção (policial) que predominou nas décadas de 20 e 30, mas que foi escrita por volta de 1911 e que, ainda hoje, é usualmente escrita - embora em menor escala. Em sua história de detetive, "Assassinato Sangrento - Da História do Detetive ao Romance do Crime: Uma História'" (1972) (título dos EUA: Consequências Mortais (Prêmio Especial Edgar, 1973); revisada em 1985, terceira edição revisada 1992, quarta edição revisada 1994, do escritor Julian Symons (1912-1994) dedica dois capítulos à Idade de Ouro como sendo "os anos 20" e "os anos 30'". Symons observa que o artigo de Philip Van Doren Stern, "O caso do cadáver no beco sem saída" (1941)  "poderia servir... como um "obituário para a Idade de Ouro". 

## Alguns nomes da época
Muitos dos autores da Idade de Ouro eram britânicos: Margery Allingham (1904-1966), o Major e Lorde de Buckinghamshire, Sir Henry Lancelot Aubrey-Fletcher (1887-1969), 6º Baronete e conhecido por seu pseudônimo Henry Wade, Anthony Berkeley (1893-1971), mais conhecido pelo pseudônimo Francis Iles, G. K. Chesterton (1874-1936), Agatha Christie (1890-1976), Freeman Wills Crofts (1879-1957), Richard Austin Freeman (1862-1943), Joseph Jefferson Farjeon (1883-1955), Michael Innes (1906-1993), Mons. Ronald Knox (1888-1957), Edith Caroline Rivett (1894–1958), que escreveu sob os pseudônimos ECR Lorac e Carol Carnac, Philip MacDonald (1900-1980), John Rhode (1884-1964), Dorothy L. Sayers (1893-1957), Josephine Tey (1896-1952), Anne Hocking (1890-1966), Edmund Crispin(1921-1978), Cyril Hare (1900-1958), Nicholas Blake (1904-1972) e muito mais. Dame Ngaio Marsh (1895-1982), era um neozelandês, mas também era britânica, como era seu detetive Roderick Alleyn. Georges Simenon era da Bélgica e escreveu em francês; seu detetive, Jules Maigret, era francês. Alguns escritores, como Mary Roberts Rinehart, S. S. Van Dine, Earl Derr Biggers, John Dickson Carr, Ellery Queen, Erle Stanley Gardner e Elizabeth Daly, eram americanos, mas tinham estilos semelhantes. Outros, como Raymond Chandler, Dashiell Hammett e James M. Cain (James Mallahan Cain) era um autor e jornalista americano, tinha ainda o Hardboiled, que era um gênero literário que compartilha alguns de seus personagens e cenários com a ficção criminal (especialmente ficção de detetive e ficção noir).
Agatha Christie, Elizabeth Daly (1878-1967), Margery Louise Allingham, Georgette Heyer e Ngaio Marsh são frequentemente descritas como as "rainhas do crime". 

## Descrição do gênero
Certas convenções e clichês foram estabelecidos que limitavam qualquer surpresa por parte do leitor aos detalhes da trama e, principalmente, à identidade do assassino. A maioria dos romances daquela época eram o chamados "whodunits", e vários autores se destacaram neste tipo de literatura, após enganarem seus leitores, ao revelar o suspeito menos provável de forma convincente como sendo o vilão. Houve também, na época, uma predileção por certos tipos de personagens e certos ambientes, como era o caso de uma isolada casa de campo inglesa, por exemplo, onde seu proprietário – o senhorio (embora não fossem, em geral, pessoas da aristocracia, ou da pequena nobreza, mas que tivessem  sua Casa de Campo como uma segunda casa). 

## Os Decálogos de Knox e de S.S. Van Dine

### SegundoKnox
A maioria dos romances de mistérios da época de Ronald Knox (1888-1957),  a chamada Era dourada da Ficção de Detetive, eram algo como um jogo, um quebra-cabeças, e pertenciam a uma certa classe estrita de romances com regras codificadas para permitir ao leitor tentar resolver o mistério antes do detetive. Estas regras foram codificadas em 1929 por Knox, e, segundo ele, uma história de detetive 
... deve ter como principal interesse desvendar um mistério; um mistério cujos elementos são claramente apresentados ao leitor em um estágio inicial do processo e cuja natureza é suscetível de curiosidade, curiosidade que é gratificada no final. 
Ele expandiu essa definição, criando dez regras para bem escrever um romance de ficção de detetive. Tal regra ficou conhecida como os "Dez Mandamentos de Knox" e são os seguintes: 
1. - "O criminoso deve ser alguém mencionado na primeira parte da história, (...) não deve ser ninguém que o espectador leve em consideração como suspeito.
2. - "Todos os agentes sobrenaturais ou serão descartadas por uma questão de disciplina". Nada de explicar um evento/situação por meio de algo inexistente ou não comprovado cientificamente.
3. - "Não é admissível mais que uma sala ou passagem secreta".
4. - "Venenos desconhecidos até agora não podem ser utilizados, nem qualquer aparelho que terá uma explicação científica ao longo do final". Ou seja, ficção científica não é permitido.
5. - "Nenhum chinês deve figurar na história". [nota 1] [nota 2]
6. - "Nenhum acidente deve jamais ajudar o detetive, nem ele deve sempre ter uma intuição inexplicável que o guie às suas decisões". Nada de acasos que favoreçam o detetive nem uma intuição paranormal.
7. - "O detetive não deve cometer ele mesmo o crime". O detetive não será, portanto, ele mesmo, em hipótese alguma.
8. - "O detetive não deve deter-se em quaisquer pistas que não sejam produzidas instantaneamente para a inspeção do leitor". Ou seja, não surgirão pistas que o espectador não tenha visto.
9. - "O amigo estúpido do detetive (seu ajudante), o Dr. Watson, não deve esconder os pensamentos que passam por sua mente, sua inteligência deve ser pouca, mas muito ligeiramente, inferior à do leitor médio". Detetives só devem ter assistentes meio burros que falam só besteiras, mas que eventualmente ajudem-no a solucionar seus casos.
10. - " Irmãos gêmeos, e duplos em geral, não devem aparecer, senão quando, seu surgimento tenha sido devidamente preparado". - Sem essa de irmãos gêmeos que surgem do nada, se existir deve ser falado desde o início.

### Segundo SS Van Dine
Uma lista semelhante, mas mais detalhada de pré-requisitos foi preparada por Willard Huntington Wright (1888-1939, cujo pseudônimo era S. S. Van Dine, criador do detetive Philo Vance, com livros publicados entre 1926 e 1939 e que, em um artigo publicado na "Revista Americana", em setembro de 1928, surgiu com o duplo decálogo intitulado "20 regras para escrever histórias de detetive", comumente chamados de os "mandamentos de Van Dine".  
1. - "O leitor deve estar em condições iguais às do detetive resolver u caso." Os indícios devem ser claros e indicados.
2. - "O autor não deve, deliberadamente, incluir truques ou enganos, exceto aqueles colocados pelo assassino (legitimamente) antes do detetive."# - "Não deve haver interesse amoroso na história. O objetivo é levar o criminoso à justiça e não levar um casal apaixonado ao altar."
3. - "Tanto o detetive, quanto quaisquer de seus assistentes na investigação, pode ser o culpados. Este truque será considerado uma farsa. Um pretexto falso."
4. - "O culpado deve ser descoberto através de deduções lógicas, não por acaso, coincidência ou confissão que não for obtida por uma razão irrefutável." Resolver um crime através desses recursos é como levar o leitor à uma busca inútil e deliberada e, quando ela falhar, é como dizer-lhe que o objeto de pesquisa sempre esteve sob a manga. Isso não é como ter um coringa, e sim uma trapaça.
5. - "Toda história de detetive deve ter um detetive e um detetive não é, a menos que ele descubra coisas." Sua função é reunir pistas que eventualmente nos levarão à pessoa que fez o trabalho sujo no primeiro capítulo; e se o detetive não chegar a suas conclusões através da análise dessas pistas, ele não terá resolvido o problema.
6. - "Sempre deve haver um cadáver; e quanto mais morto ele estiver, melhor." Uma contravenção para um assassinato não é suficiente. Trezentas páginas são demais para um crime que não seja por assassinato. Afinal, a preocupação e a energia gastas pelo leitor devem ser recompensadas.
7. - "O mistério do crime deve ser resolvido por meios estritamente naturais. Outros métodos, tais como slate-writing, ''ouija-boards, leitura da mente, bola-de-cristal, ''mediunismo e outros semelhantes, são do tipo proibidos, deverão ser considerados como tabu.[...]" - O leitor não deve ser privado das chances de competir com o detetive, em sua tentativa de resolver o mistério racionalmente, mas se ele tiver que competir com as coisas do mundo espiritual ou algo semelhante, ele será derrotado desde o início (ab initio).
8. - "Não deve haver mais de um detetive - ou seja, um protagonista que faça as deduções - e nunca recorrer a um Deux ex Machina." [nota 3] Ter mais de um detetive na história servirá não apenas para dispersar o interesse e romper o fio direto estabelecido com o leitor, mas também agirá injustamente com ele. Se houver mais de um detetive, o leitor não saberá o que realmente é seu condutor, é como correr em uma corrida de revezamento, sem saber quem faz parte do crime, já que existe uma equipe.
9. - "O culpado deve ser um personagem que tenha desempenhado um papel mais ou menos importante na história, ou seja, um personagem com quem o leitor esteja familiarizado e que o ache interessante."
10. - "Um servo não deve ser escolhido como culpado. É uma solução muito simples e usada." O culpado deve ser alguém interessante, mas não "sob suspeita" pelo leitor.
11. - "Deve haver apenas um culpado, não importa o número de assassinatos que tenham sido cometidos." O assassino, é claro, pode ter um ajudante ou cúmplice, mas toda a responsabilidade deve recair exclusivamente sobre ele: ele deve permitir que o leitor concentre toda a indignação que sente em uma pessoa.
12. - "As sociedades secretas, a camorra, a máfia, etc. não têm lugar na história de um detetive." Isso destruiria um assassinato fascinante e verdadeiramente bonito por outra causa importante: sem dúvida, o assassino de um romance policial deve dar uma chance ao assassino, mas seria muito inoportuno conceder-lhe uma sociedade secreta. Nenhum assassino que se preze se filiaria a estes tipos de opções.
13. - "O método de assassinato e os meios para sua detecção devem ser racionais e científicos", ou seja, a pseudociência, a especulação puramente imaginativa, não devem ser toleradas pelo policier Roman (detetive). Quando um autor se eleva ao reino da fantasia, à maneira de Júlio Verne, ele está fora dos limites da ficção policial e estará lidando com o mundo desconhecido da aventura.
14. - "Ao longo do romance, o enigma deve estar presente. O leitor verá, se for tão inteligente quanto o detetive". O que quero dizer com isso é que, se o leitor, depois de chegar à explicação do crime, tornar a ler o romance, verá, com seus próprios olhos, que a solução sempre esteve ali, diante dele, pois todas as pistas levavam ao culpado, desde o início. Ele perceberá que, se tivesse sido tão inteligente quanto o detetive, poderia ter resolvido o mistério sem ter que chegar ao último capítulo.
15. - "Um romance policial não deve conter longas passagens descritivas ou questões secundárias que perdem tempo, análises sutis ou preocupações atmosféricas..." Essas questões não são essenciais em uma história de crime e dedução, elas apenas fornecem coisas irrelevantes ao objetivo principal: estabelecer Um problema..., analise-o e logre a solução. Obviamente, ele precisa ter boas descrições e, de resto, algo que possa conferir credibilidade ao romance.
16. - "Um profissional do crime nunca deve levar um crime à história ficcional de detetive. Os crimes cometidos por bandidos são de responsabilidade do departamento de polícia, nunca de brilhantes autores e detetives amadores." Um crime realmente fascinante deve ser cometido pelo pilar de uma comunidade religiosa ou por uma solteirona conhecida em sua área por suas obras religiosas.
17. - "Em uma história de detetive, o crime nunca pode ser o resultado de um acidente ou suicídio". Terminar a odisseia pela qual o detetive passou, com esse tipo de anticlímax, é enganar e decepcionar a confiança que o leitor depositou na história.
18. - "Os motivos que induzem o crime nas histórias de detetive devem ser pessoais. As conspirações políticas e internacionais pertencem a uma categoria diferente de ficção, por exemplo, aos romances do serviço secreto." A história de assassinato deve ser mantida gemütlich, [nota 4] por assim dizer. Deve refletir as experiências diárias dos leitores e servir para dar vazão a seus próprios desejos e emoções reprimidos.
19. - "... Aqui, para agregar valor extra à minha lista, abaixo listo alguns dos recursos ou dispositivos que nenhum autor/escritor de romance policial, que se preze, deverá valer-se. Eles têm sido utilizados com muita frequência, e são bem conhecidos a todos os amantes da criminalidade literária. Usá-los é claramente uma confissão de inaptidão e falta de originalidade do autor. [11]

- (A) - Determinar a identidade do culpado, comparando a ponta de um cigarro deixada na cena do crime com a marca fumada por um dos suspeitos;
- (B) - Sessões espirituais falsas para assustar o culpado em manter afastado;
- (C) - Forjar impressões digitais;
- (D) - O álibi fictício;
- (E) - O cão que não late e, assim, revela o fato de que o intruso é familiar;
- (F) - A final pinagem do crime em um duplo (gêmeo), ou um parente que se parece exatamente com o suspeito, mas a pessoa, inocente;
- (G) - A seringa hipodérmica que deixa em knockout e cai;
- (H) - A incumbência do assassinato em uma sala trancada depois de a polícia ter realmente descoberto;
- (I) - O teste de associação de palavras para a culpa;
- (J) -A carta da cifra, ou código, que é finalmente desvendado pelo detetive."

## Declínio e queda
À eclosão da Segunda Guerra Mundial, atribui-se, frequentemente, como o começo do fim para o ápice daquele tipo de literatura, chamada ou nominada pelos termos - hearted, simples "whodunit" da Idade de Ouro. Mas, como Ian Ousby, melhor definindo, escreve,  a Era de Ouro.
faz muito tempo que presenciamos sua morte, seu fim. De fato e entretanto, alguém poderia objetar que tal literatura ainda não está morta, uma vez que seus maneirismos se provaram teimosamente persistentes em escritores dos quais se poderia esperar seu completo abandono. No entanto, a Segunda Guerra Mundial marcou um fechamento significativo, assim como a Primeira Guerra Mundial marcou um começo significativo.
Relativamente a tal tipo de literatura (...) Mesmo na década de 1930, suas suposições estavam sendo contestadas. [...] Onde antes era comum ver a Idade do Ouro como uma conquista de princípios literários, tornou-se igualmente uma moda seu abandono e desprezo, sob pesadas críticas. Segundo consenso, seguir tais regras banalizaram a discussão referida. Preferia eu, em contrapartida, cenários que expressassem uma visão controlada e deliberadamente elitista, da sociedade. (...). Predefinição:Cite citações
Ataques ao gênero foram feitos pelo influente escritor e crítico Julian Symons (que desprezava a ficção de detetive do pós-guerra em Bloody Murder), Edmund Wilson , “Quem se importa com quem matou Roger Ackroyd? ”),  e Raymond Chandler ("A arte simples do assassinato").  Mas em grande número de vendas - particularmente as de Agatha Christie - a moderna ficção policial nunca chegou a obter uma igual popularidade que a Era de Ouro conseguiu.
De vez em quando alguém reprisa o famoso texto de Edmund Wilson – relativamente aos romances policiais, “Quem se importa com quem matou Roger Ackroyd? ” Wilson considerava o gênero um terminal sub-literatório, um vício ou um vício inofensivo, a par das palavras cruzadas. Mas a verdade é que, para todo Edmund Wilson que resiste ao gênero, há dezenas de intelectuais que o adotaram de todo o coração. O apelo duradouro do romance policial é uma das maravilhas literárias do século.  aconchegante "mistério escrito, distinto do estilo "hardboiled" popular nos Estados Unidos. Os escritores recentes que trabalham nesse estilo incluem Sarah Caudwell, Ruth Dudley Edwards, Peter Lovesey e Simon Brett. As séries de televisão que imitam o estilo incluem Murder, She Wrote e Midsomer Murders. Filmes e séries de TV baseados nos romances clássicos da Era de Ouro continuam sendo produzidos. 
O Country house mystery foi um gênero popular de ficção inglesa de detetive nas décadas de 20 e 30; ambientado, frequentemente, nas casas e mansões de nobres e, esporadicamente, algum assassinato em uma casa de campo isolada por uma tempestade de neve ou coisas do tipo, com os suspeitos participando de uma festa em um final de semana. 
O jogo de tabuleiro Cluedo (Clue na América do Norte) baseia-se na estrutura do mistério da casa de campo.
O panorama inverteu-se vertiginosamente e estendeu suas asas até a Casa do Sol Nascente, o Japão. O perídio ad-referencia estava entre o final da década de 1980 até o início da década de 1990, e alguns, não muitos, escritores de mistério, influenciados pelo estilo da Era de Ouro, fizeram sua estreia um após o outro naquele país oriental. Eles eram referidos como "novos tradicionalistas" (新 本 格 ミ ス テ リ 作家, shin honkaku misuteri sakka, aceso. novos escritores ortodoxos de mistérios) ou "nova escola ortodoxa" (新 本 格 派, shin honkaku ha).     Os "novos tradicionalistas" representativos incluem escritores como Yukito Ayatsuji, Gosho Aoyama, Rintaro Norizuki e Taku Ashibe. 